# August Blue
August Blue è un olio su tela dipinto dall'artista britannico Henry Scott Tuke nel 1893-4; iniziato probabilmente en plein air su una barca nel porto di Falmouth (Cornovaglia). Esso rappresenta quattro giovani nudi, dentro ed attorno ad una barca, mentre fanno il bagno in mare

## Storia
Esposto alla mostra estiva della Royal Academy (Royal Academy summer exhibition) nel 1894, è stato immediatamente acquisito dalla Tate Gallery, ove tutt'oggi si trova.
A differenza dei primi lavori dell'autore, questo ha uno stile decisamente più impressionista, influenzato in ciò dai viaggi compiuti in Italia, a Corfù e in Albania nel corso del 1892.
I molti dipinti di Tuke raffiguranti bei ragazzi che fanno il bagno in un ambiente marino hanno ispirato diverse opere della poesia uraniana di stampo omosessuale tra la fine dell'800 e l'inizio del '900, tra cui "The Dawn Nocturne (August Blue)" di Alan Stanley (1894) e le precedenti poesie "Sonnet on a Picture by Tuke" di Charles Kains Jackson (1889) e "Ballade of Boys Bathing" (1890) di Frederick Rolfe alias "Baron Corvo".

### Accoglienza
Il dipinto ottenne un immediato successo di critica non appena venne presentato ed esposto nel 1894; acquistato dalla Tate Gallery con un fondo istituito a suo tempo dallo scultore Francis Legatt Chantrey per incoraggiare l'arte britannica tramite l'acquisizione di dipinti e sculture dal "merito più alto" ed eseguite interamente in Gran Bretagna. Questa è stata la seconda opera di Tuke acquistata dalla Tate, dopo "All Hands to the Pumps", evento molto raro e capitato a pochissimi artisti.
August Blue è stato seguito da molte altre opere incentrate su temi simili (sole, spiaggia, mare e ragazzi nudi) e l'artista rimase molto popolare per tutta l'età edoardiana; caduto in disgrazia dopo la fine della guerra, morì quasi dimenticato nel 1929. Il suo lavoro ha riconquistato fama e popolarità a seguito della riscoperta avvenuta da parte di appassionati d'arte negli anni '70, favoriti in ciò anche dalla prima generazione che poteva iniziare a fare coming out e definirsi apertamente gay.

## Descrizione e stile

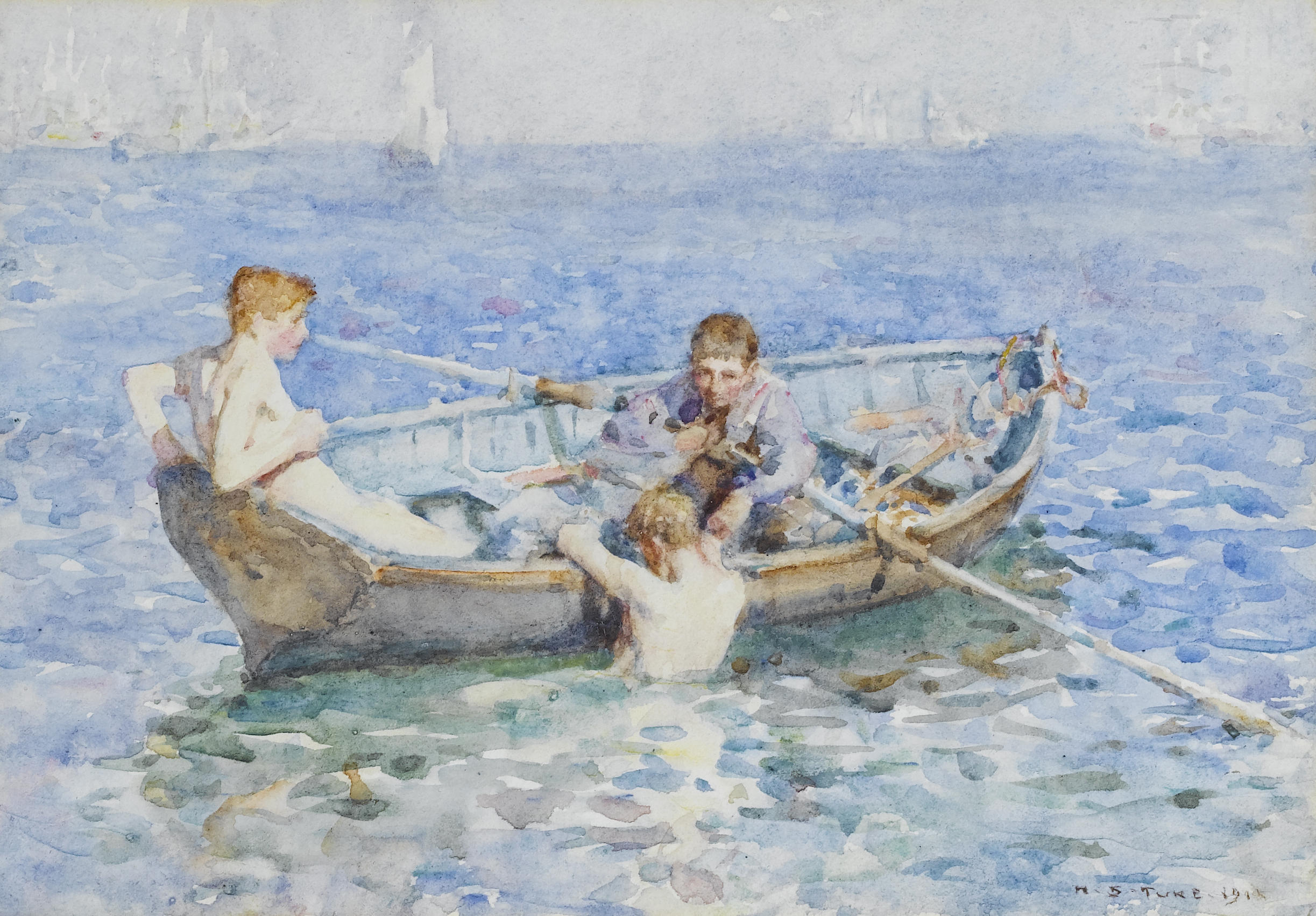
Studio per August Blue

Il quadro raffigura quattro maschi adolescenti mentre stanno facendo il bagno nel porto cittadino; uno si trova immerso fino alla vita nell'acqua marina e sta aggrappato ad un lato della barca a remi in cui si trovano gli altri tre suoi amici. Il primo di loro sta in piedi nella barca con in mano un panno od asciugamano; gli altri due stanno seduti, uno appoggiato allo schienale a poppa a prendere il sole e l'altro sporgendosi con i remi stretti in pugno.
I primi tre appaiono come completamente nudi, mentre il quarto di loro indossa una camicia blu e un gilet di colore marrone. Il colore dominante, che si riflette nel titolo stesso dell'opera, è il blu-azzurro: il cielo che sta sopra i ragazzi, con una luce dorata atta a creare coloriture luminose; vi sono poi le acque azzurro cristalline del mare, con solamente un'ombra verdastra prodotta dall'imbarcazione. Altre barche con le vele quadre o ammainate o ancorate sullo sfondo.
La composizione è molto accurata nel mostrare i corpi sani e giovani dei protagonisti, in uno stile fresco e tutto moderno, che può essere sicuramente contrapposto ai modelli del neoclassicismo del tutto privi di vitalità e ancora ampiamente raffigurati nei dipinti accademici dell'epoca, ma anche nel precedente primissimo lavoro dello stesso Tuke.

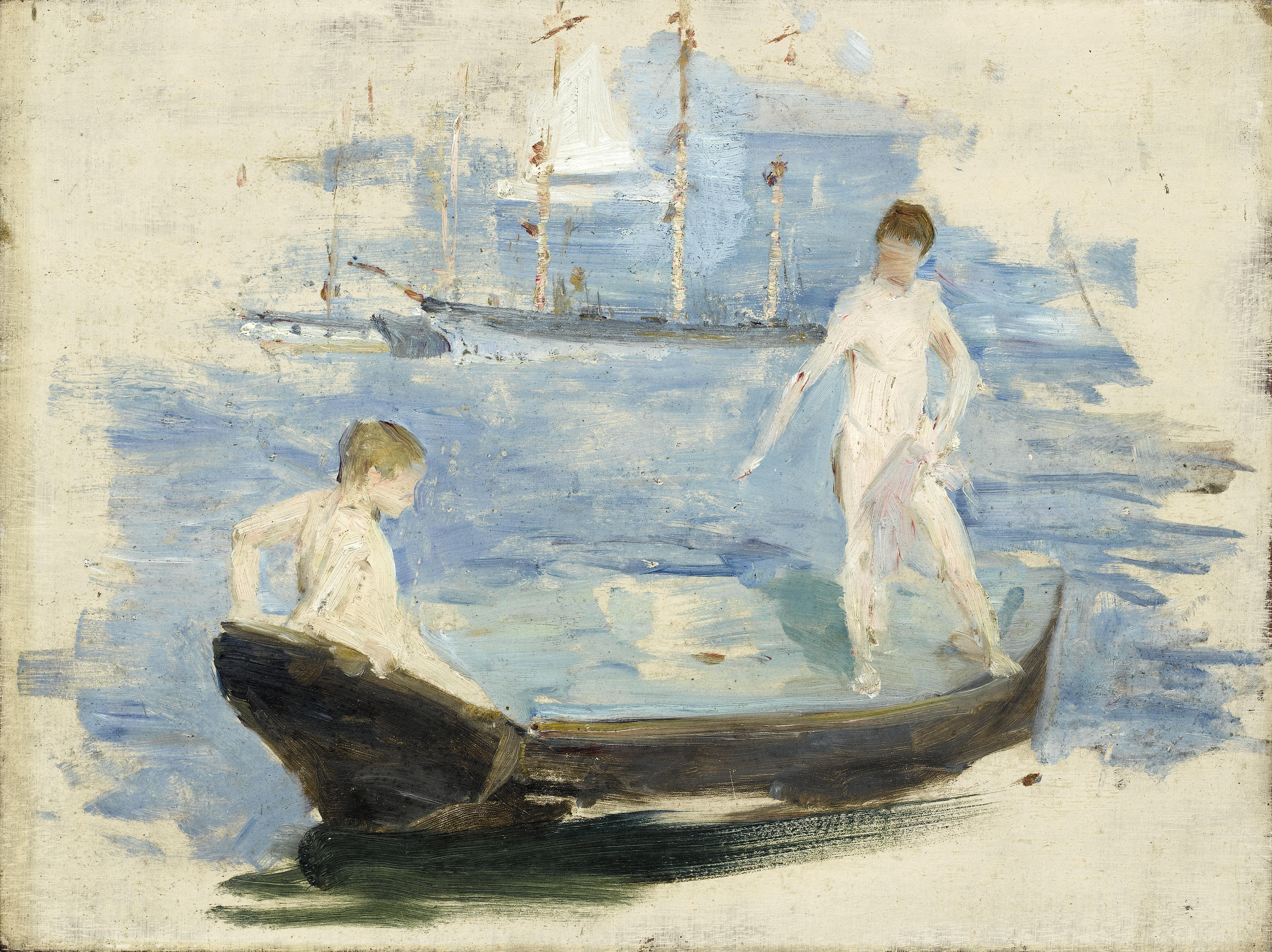
Schizzo preliminare

Il dipinto è percorso da un senso di ambiguità e può essere letto in odi differenti: come una celebrazione della mascolinità atletica, o come una rappresentazione della purezza ed innocenza intrinseche alla giovinezza - la nudità inconsapevole immersa in un ambiente naturale - che ricorda un mondo idilliaco rurale perduto in stile Arcadia. Tutto ciò, sommato in uno, favorisce anche una forte carica espressiva di omoerotismo sentimentale-romantico.
Il titolo della tela è tratto dall'ultimo verso di "The Sundew, una poesia di Algernon Swinburne pubblicata nel 1866, che descrive un appuntamento amoroso avvenuto all'interno di una palude, testimoniato solamente da una drosera: "Thou wert not worth green midsummer / Nor fit to live to August blue, / O Sundew, not remembering her."
È difficile identificare i modelli, a causa dell'abitudine del pittore d'intercambiare teste e corpi nei suoi quadri, ma uno si sa esser stato Maurice Clift, nipote d'un amico i famiglia e finito ucciso sul fronte francese durante la prima guerra mondiale; un altro è il futuro artista Lindsay Symington, che ha modellato il ragazzo che si trova immerso in acqua tenendosi aggrappato alla barca.

## "Ragazzi nudi in ambiente marino"
Altre tele di Tuke sul genere sole-spiaggia-mare-ragazzi nudi includono:

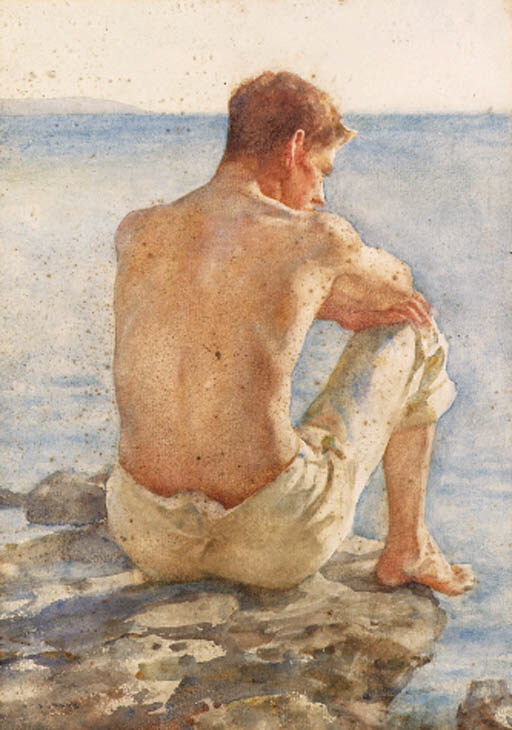
1909
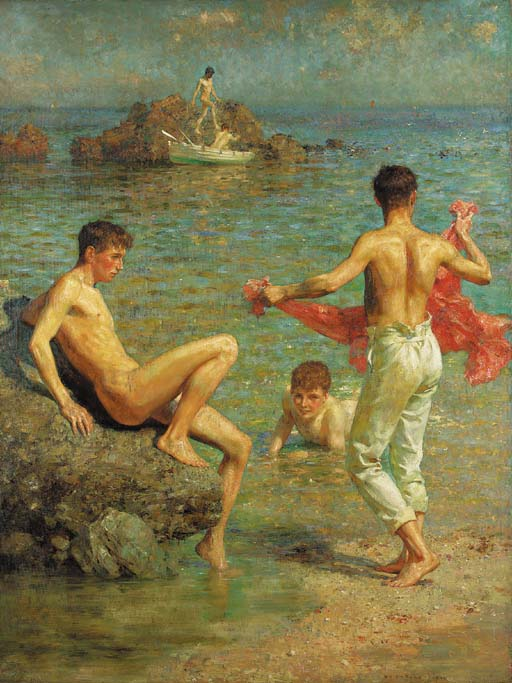
1910
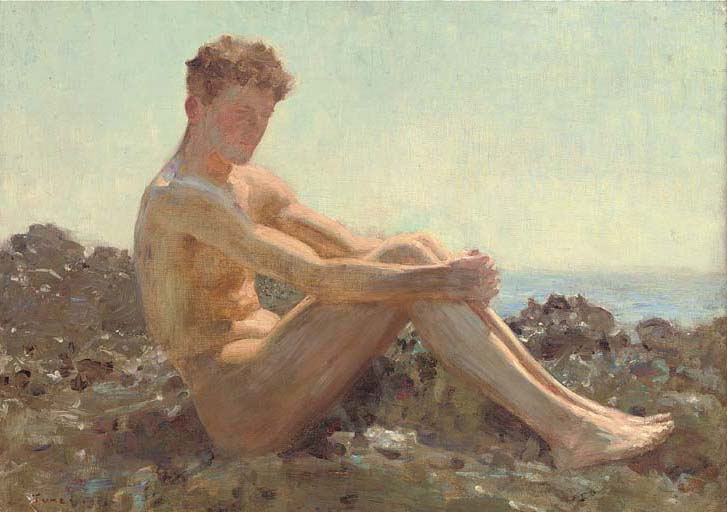
1911
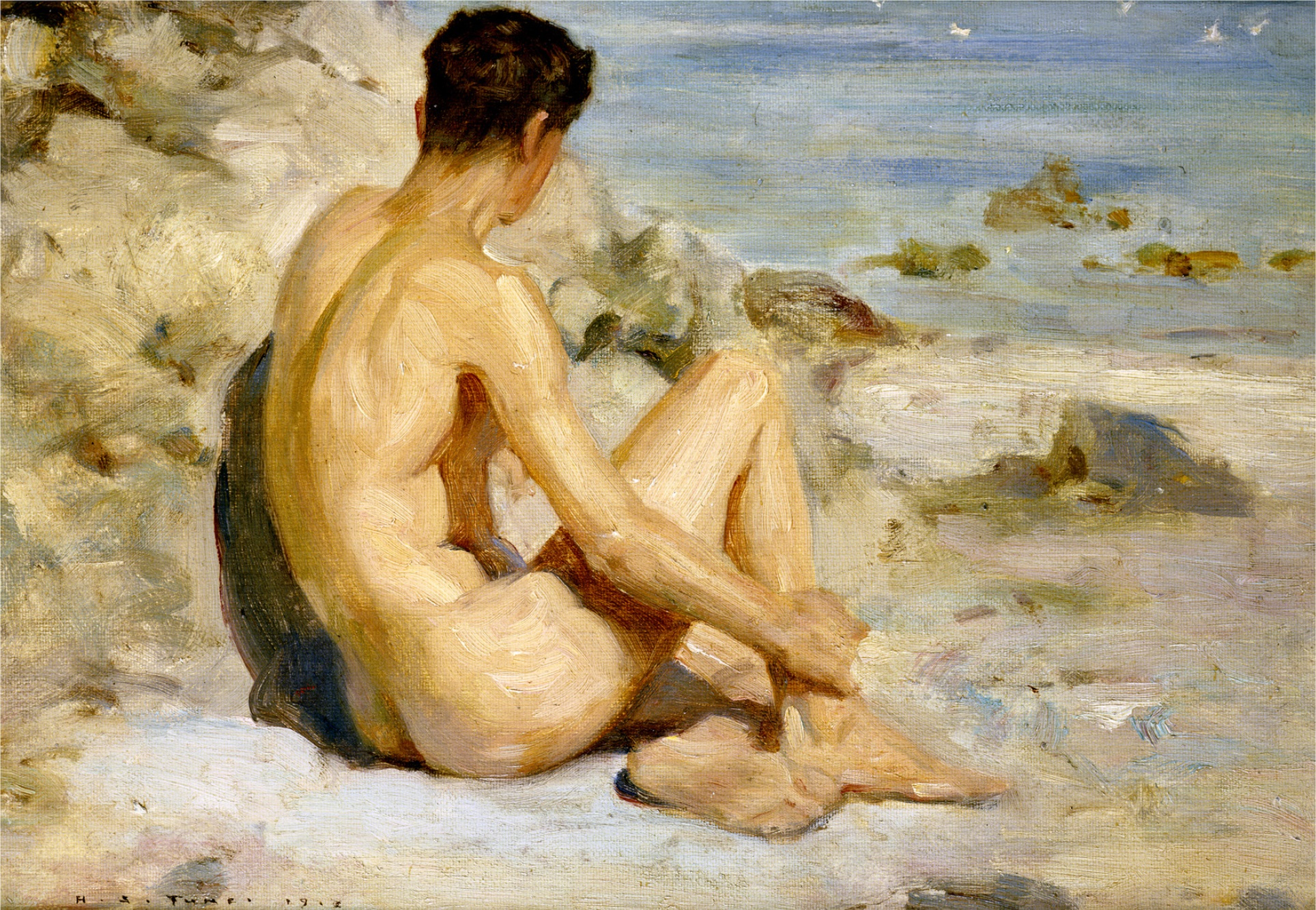
1912
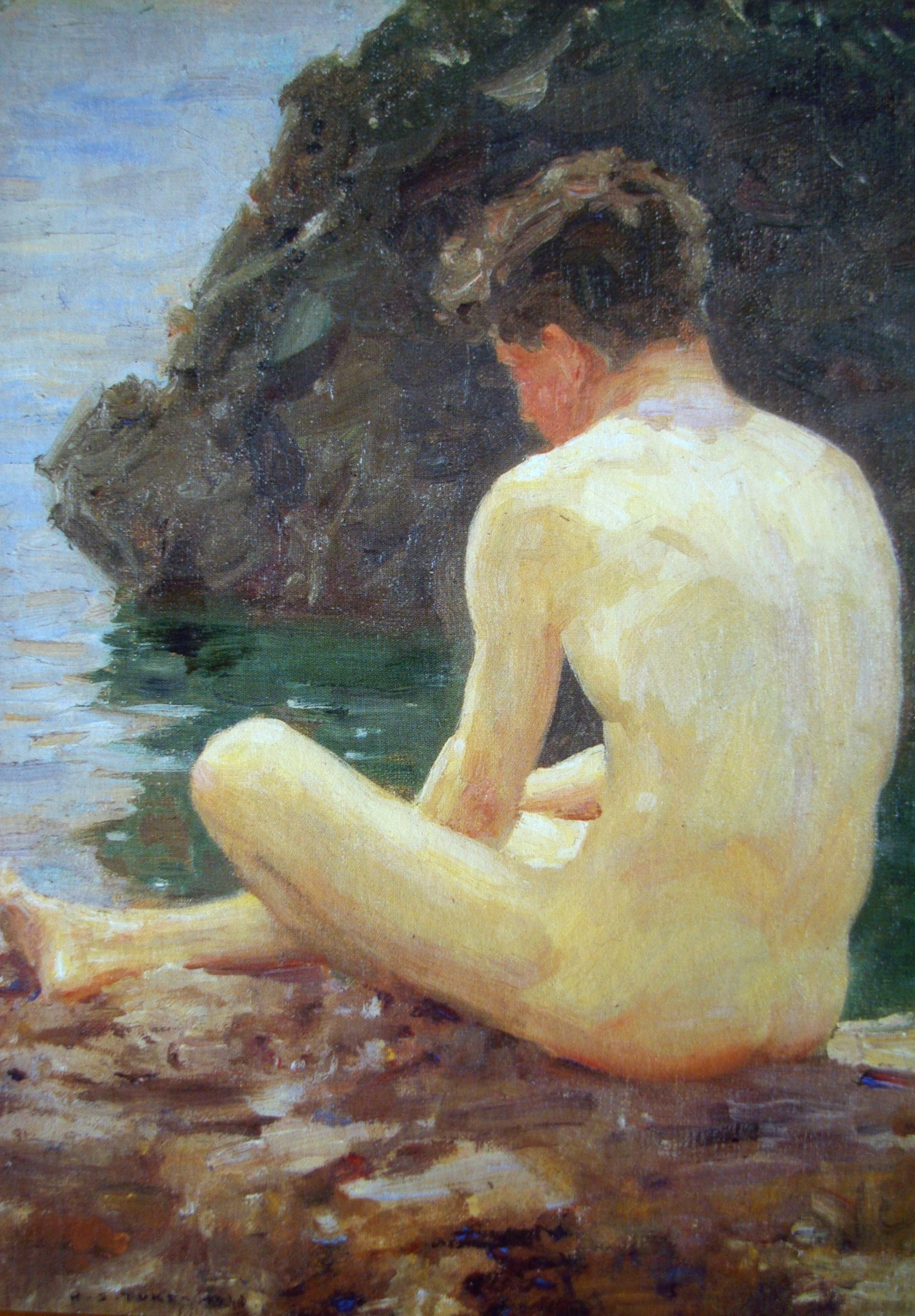
1913
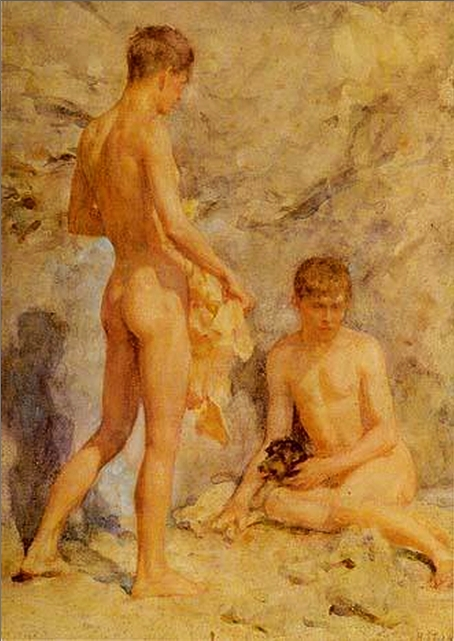
1914
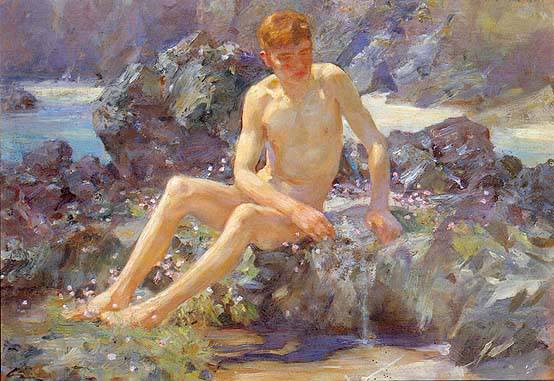
1917
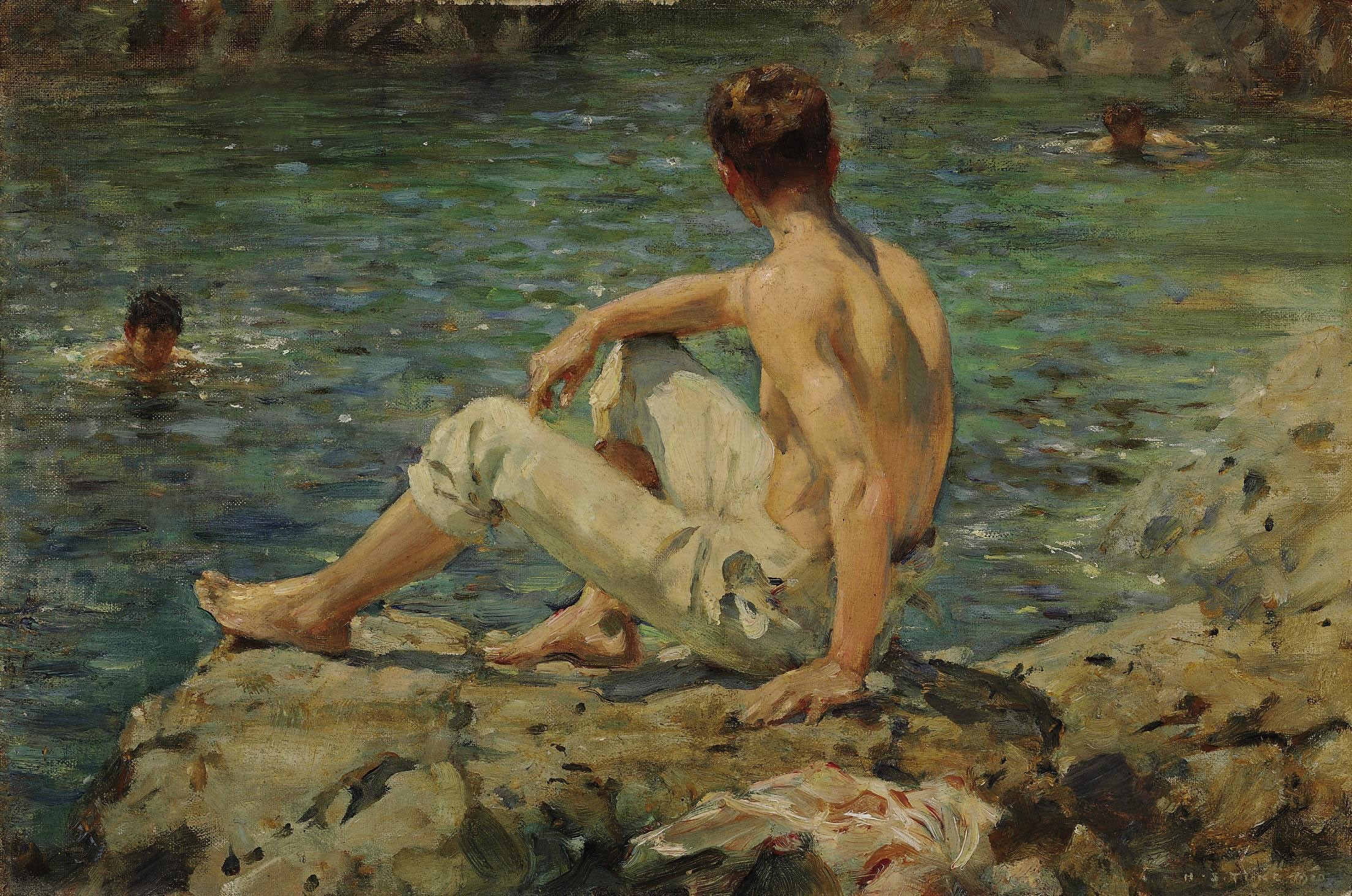
1920
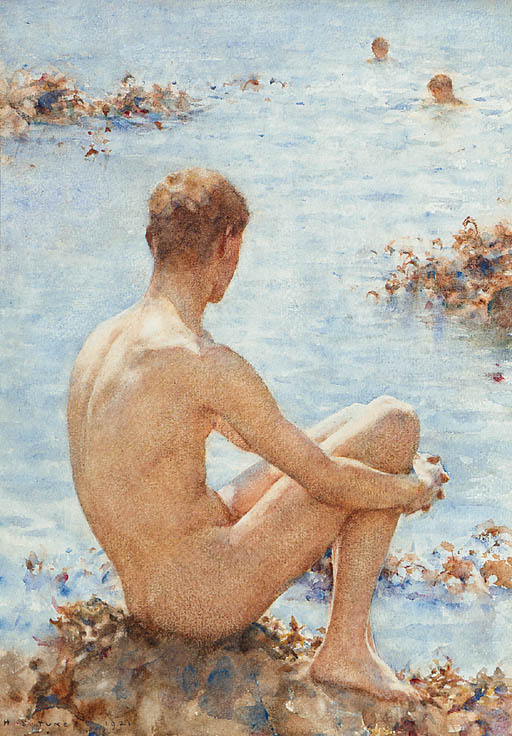
1921
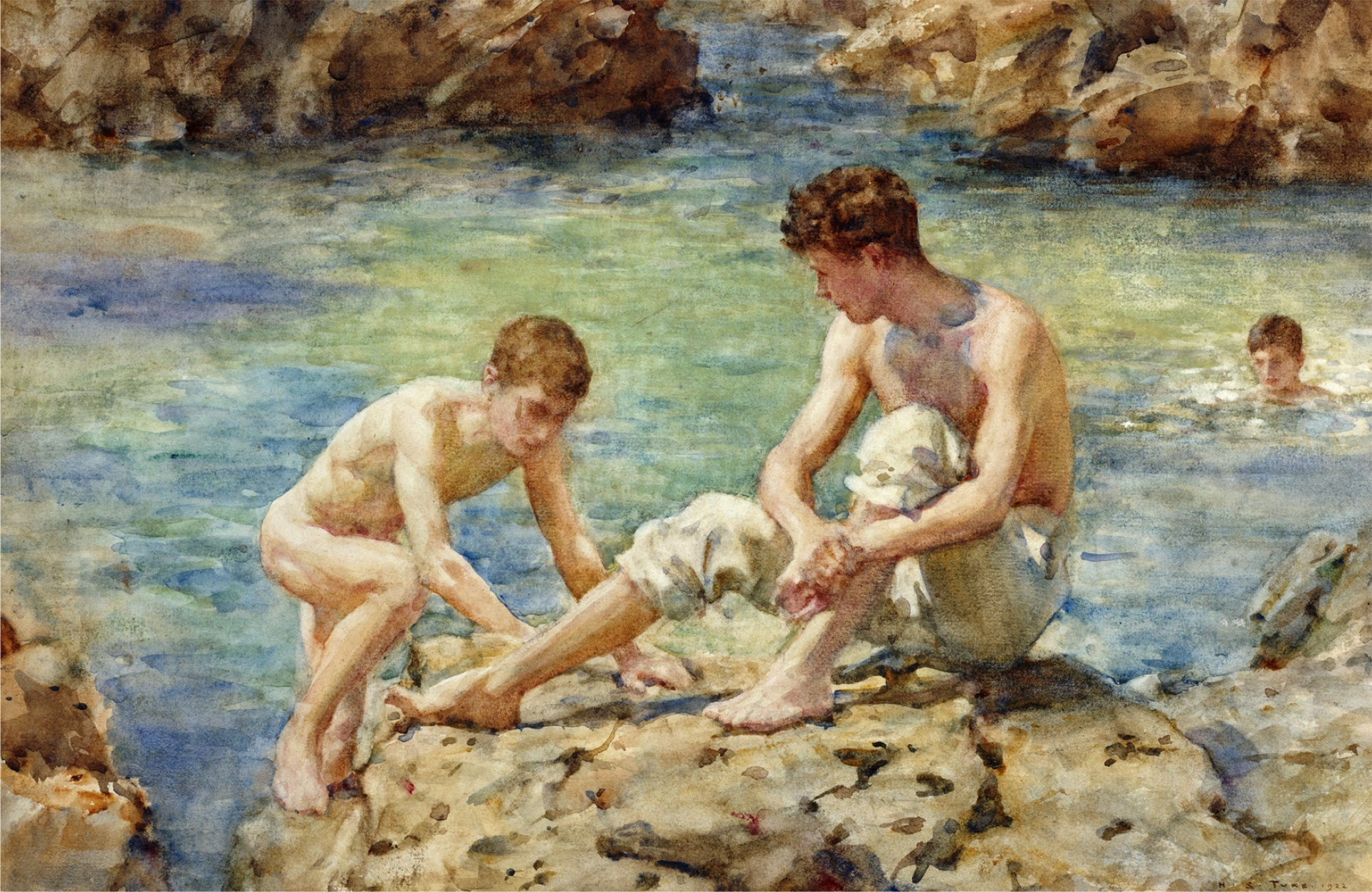
1922
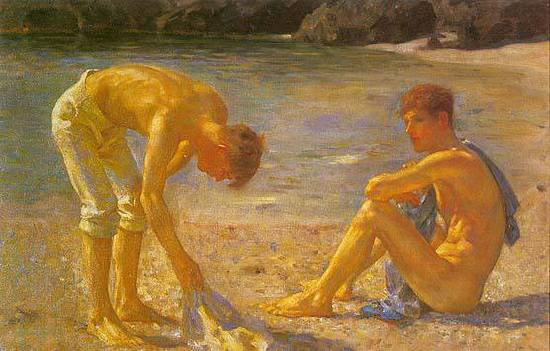
1928
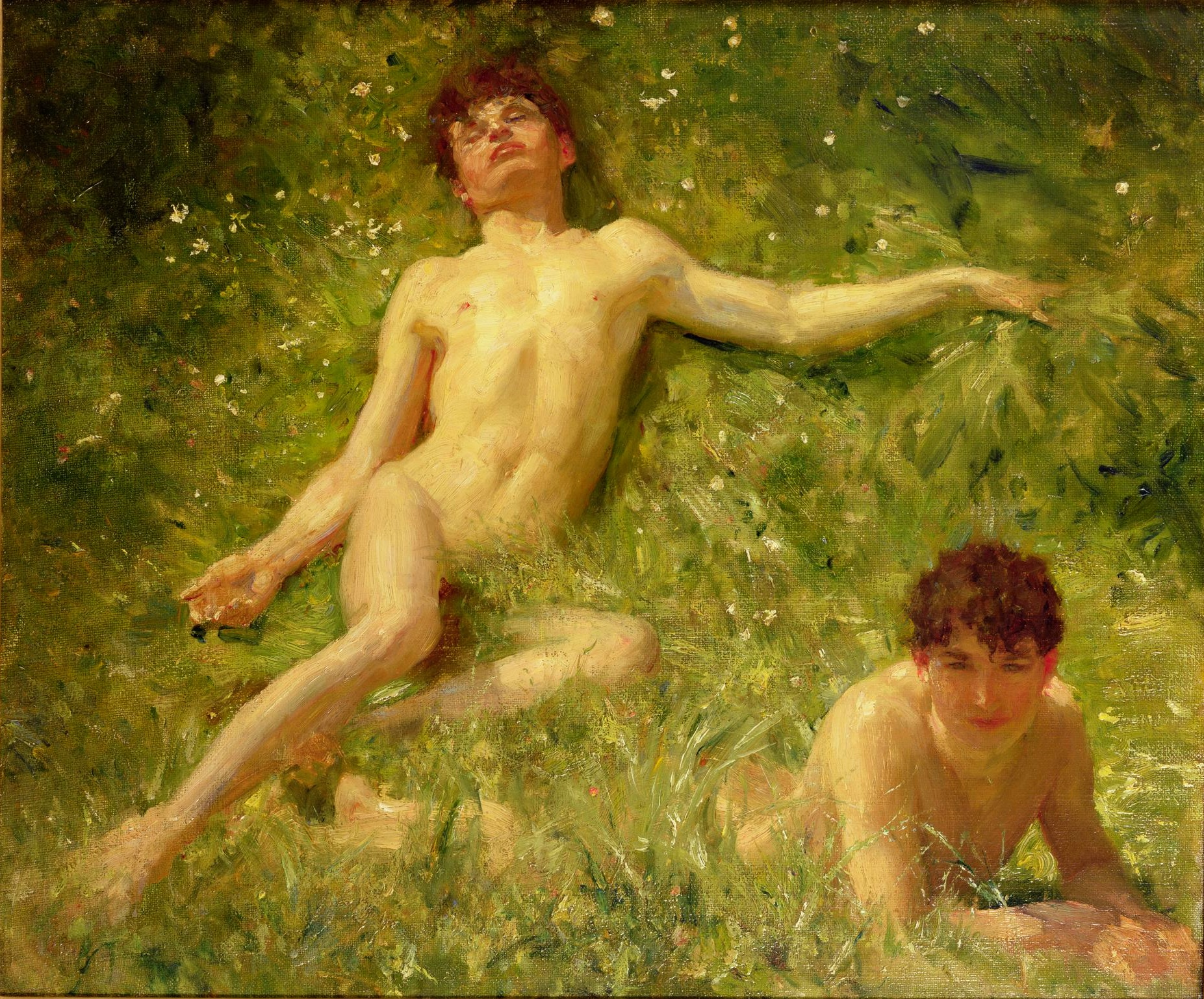
Collezione privata